# 로비 오코넬

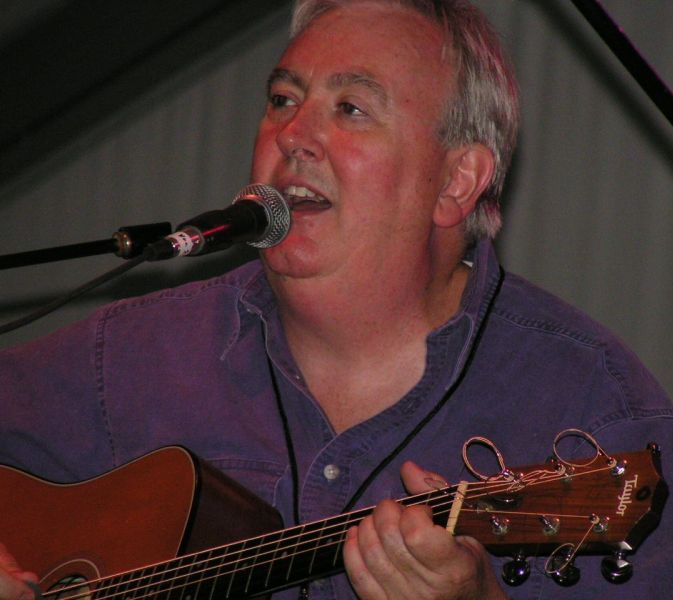

로비 오코넬(Robbie O'Connell, 1952년~)은 아일랜드의 포크 음악가이며 작곡가이다. 더 클랜시 브라더스 멤버들과는 숙질간이며, 1952년에 카운티 워터퍼드에서 태어났다. 대학교에서는 철학을 전공하였고, 25세가 되던 1977년에 더 클랜시 브라더스가 재조직될 때 리엄 클랜시의 대타로 가입하였다. 1982년에 첫 개인 앨범을 냈다. 1996년까지 그룹 멤버로 활동하다가 그 해에 리엄 클랜시와 함께 그룹을 동반 탈퇴했고, 1999년까지 리엄 클랜시와 리엄의 아들 도널과 함께 3인조 그룹으로 활동했다. 1999년부터는 솔로로 활동하다가, 2006년에 사촌 동생 이파 클랜시(보비 클랜시의 딸), 도널 클랜시와 함께 더 클랜시 레거시(The Clancy Legacy)를 조직하였다. 더 클랜시 레거시는 풀 타임 그룹이 아니라 트러블 메이커 같은 형태의 그룹이다. 악기는 기타와 만돌린을 다룬다.